# Sources du parc Glehn
Les sources du parc Glehn  (estonien : Glehni pargi allikad)   ou sources de l'escarpement de Nõmme-Mustamäe (estonien : Nõmme-Mustamäe astangu allikad) sont un groupe de sources situées dans le parc Glehn, dans le quartier de Vana-Mustamäe, dans l'arrondissement de Nõmme à Tallinn en Estonie. 

## Emplacement
Les sources sont situées dans la forêt de Rõõmuallikka en bas du versant de Mustamäe, dans la zone située entre les rues Tähetorni tänav et Lossi tänav.
Avec le parc Glehn, les sources sont protégées et font partie du parc naturel de Nõmme-Mustamäe.

## Nature
Il y a de nombreuses sources sur le versant de Mustamäe. Au printemps, 24 sources coulent dans la plus grande zone de sources du parc Glehn.
Parmi ces sources 10 à 12 sont actives en été. 
Le débit des sources est de un à trois litres par seconde en période de crues. La plus importante source est la Rõmuualliskas, qui aurait également des propriétés curatives. L'eau des sources Glehn provient des sables de Nõmme et la qualité de l'eau dépend donc de la mesure dans laquelle les eaux usées de Nõmme s'infiltrent dans le sable.
Les ruisseaux alimentée par les sources  se jettent principalement dans le bassin de Mustamäe. 
L'eau du côté ouest est absorbée dans la zone karstique de Kivinuka, près de la rue Mäepealse tänav.
Une partie atteint également le lac Harku.

## Histoire
Historiquement, les sources étaient les affluents du ruisseau Iisaku (également appelé Kadaka, Kadakaküla et Soone), qui traversait il y a 150 à 200 ans la zone de chalets située dans le territoire de l'actuel Vana-Mustamäe .
Au début du XXe siècle, Nikolai von Glehn a construit des étangs, les a reliés par des canaux et a entouré le cimetière familial d'un canal profond.
L'eau des sources du parc Glehn était utilisée comme eau potable à Nõmme dès 1994.
Le 16 août 1936, la piscine de Mustamäe, construite par J. Musta avec le soutien de la municipalité de Nõmme, a été inaugurée et située sous la lisière de Mustamäe, près du château de Glehn. La piscine était remplie d'eau de source dont le débit était alors de 40 à 45 m3 par heure. Les piscines fonctionnent toujours, mais en plus de l'eau de source, l'eau du forage est également utilisée en période de pénurie.

## Objet de conservation de la nature
Les sources du parc Glehn sont un objet de conservation de la nature protégé par le règlement n° 238 du gouvernement de la ville de Tallinn du 27 novembre 1992. 
Par le règlement n° 15 du ministre de l'Environnement du 22 mars 2002, la zone de protection des sources du parc Glehn, dont Rõõmuallikka, étaient fixées à 35 m.
En 2004, le parc naturel de Nõmme-Mustamäe a été créée, qui figure également sur la liste de présélection de Natura 2000.

## Galerie

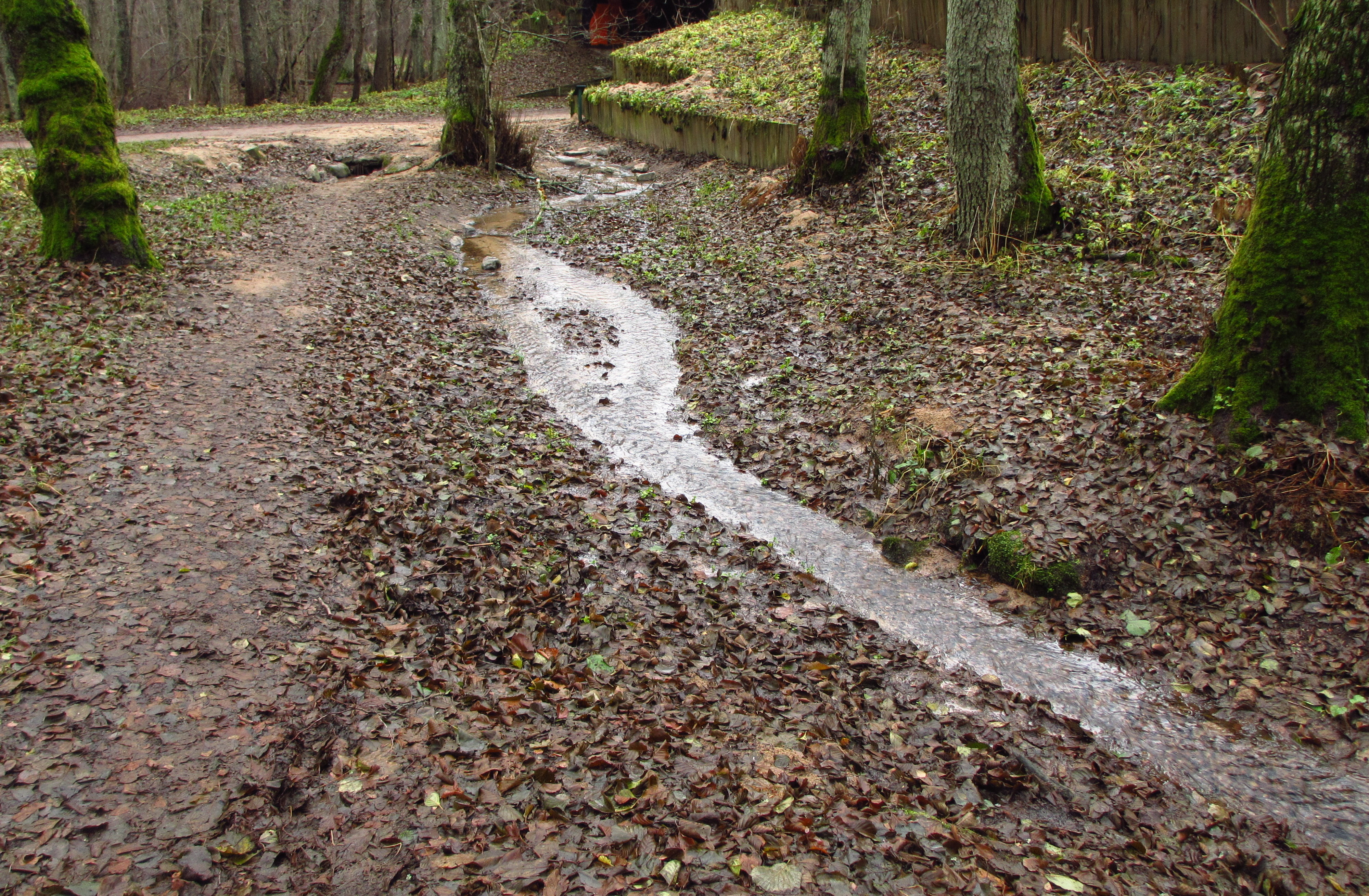
Rõõmuallikas.